# 連江縣人民代表大會
連江縣人民代表大会，简称連江縣人大，是中华人民共和国連江縣的地方国家权力机关。其常设机构为連江縣人民代表大会常务委员会。